# Leptopteromyia americana
Leptopteromyia americana là một loài ruồi trong họ Asilidae. Leptopteromyia americana được Hardy miêu tả năm 1947. Loài này phân bố ở vùng Tân Bắc giới.